# Odostomia rosacea
Odostomia rosacea is een slakkensoort uit de familie van de Pyramidellidae. De wetenschappelijke naam van de soort is voor het eerst geldig gepubliceerd in 1867 door Pease.